# Молостово (Нижегородская область)
Молостово — деревня в городском округе Бор Нижегородской области России. Входит в состав Линдовского сельсовета..

## География
Деревня расположена в северной части городского округа, примерно в 35 км от города Бор, на левом берегу реки Кезы.
Соседние сёла: Дрюково, Завражное, Лунино.

## Транспорт
Через Молостово проходит автодорога P-159 Нижний Новгород — Яранск. Ближайшая железнодорожная станция — Кеза — в 1 км.